# 오브차라 수용소

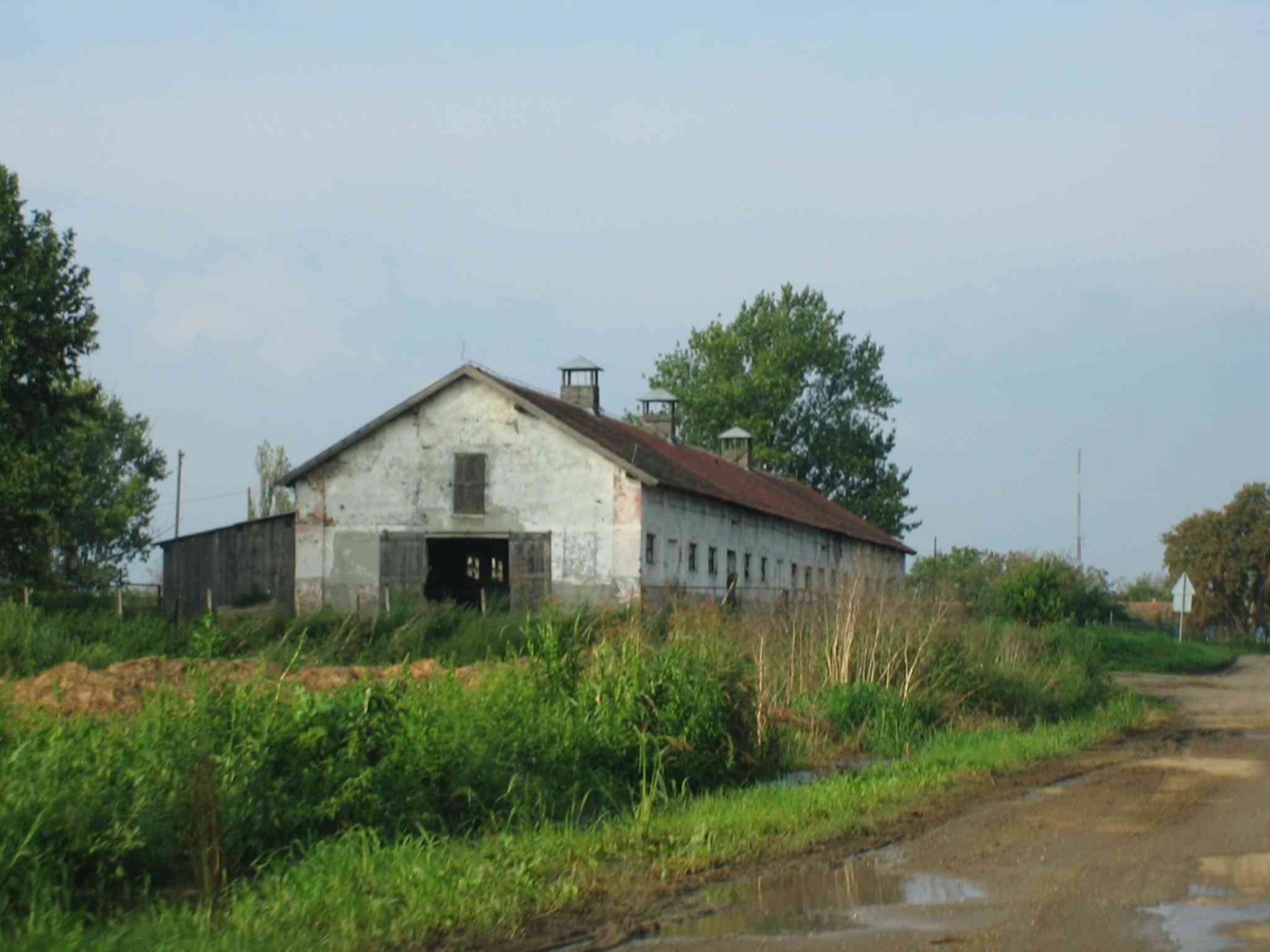
2005년의 오브차라 농장.

오브차라(크로아티아어: Ovčara)는 크로아티아 독립 전쟁 기간인 1991년 10월부터 12월까지 운용된 세르비아의 크로아티아인 포로 임시수용소이자 오브차라 학살이 일어난 곳이다.

## 포로수용소
오브차라(현 그라보보)는 부코바르에서 동남쪽으로 5km 떨어져 있다. 이 지역은 제2차 세계 대전 이후 부코바르 지역의 농업 대기업이 가축 사육시설을 건설한 황무지이다. 사육시설은 격납고 같은 건물들에 울타리로 둘러져 있어 보호하기 좋은 곳이었다. 격납고는 벽돌로 지어졌으며 커다란 미닫이 정문에 작은 문이 딸려 있다.
세르비아군은 1991년 10월 초부터 오브차라를 강제수용소로 개조하였다. 학살을 제외하고선 수용소에 3-4천명의 남성 포로들이 일시적으로 머무르다가 스렘스카미트로비차 감옥으로 옮겨지거나 지역 군부대로 이송되어 다시 스타예체보, 베게이치 등 세르비아 내의 강제수용소로 옮겨졌다.
부코바르 전투가 끝나고 부코바르 학살이 시작되기 직전, 부상을 입은 환자, 병원 직원 및 그들의 가족, 부코바르 방어를 맡았던 병사들, 크로아티아의 정치 지도자들, 기자 및 기타 민간인들이 부코바르에서 오브차라로 끌려왔다. 베오그라드의 즉결처형 범죄 재판에서 기소되었던 사람들 중 한 명은 "포로들 중에는 임산부를 포함한 상당수의 민간인과 상처입고 붕대를 감은 환자들이 있었다"고 증언했다. 재판에서 증언한 전 유고슬라비아 인민군 병사를 포함한 여러 목격자들은 오브차라에 민간인이 있었다는 것은 확실하다고 말했다.
부코바르 시정부의 기록물엔 오브차라 포로에 관한 여러 증언이 있다. 격납고 내에선 총성이 계속 울러퍼졌으며, 최소 2명이 구타를 당해 사망했다고 증언했다. 오브차라 수용소는 1991년 12월 25일 폐쇄되었다. 이 수용소에서만 2백명이 사망하고 64명이 실종되었다.

## 학살
1991년 11월 18일 부코바르 전투가 끝나자 세르비아군은 부코바르 병원을 점령했다. 세르비아군은 부상당한 병사들, 민간인, 병원 직원을 버스에 태우고는 오브차라로 싣었다. 포로들은 한데 모여 총기로 처형당해 학살당하고 집단적으로 참호에 묻혔다.
오브차라 집단무덤은 오브차라-그라보로 도로에서 1km 정도 떨어진 동북쪽의 한 시설 옆에 줄지어 있다. 이 집단묘지는 묘지 바로 근처 혹은 그 자리에서 전쟁 포로와 민간인이 처형당한 후 그 자리에서 묻혀 유골이 드러난 형태이다.